# Roberto
Roberto (germano hruot, 'fama', 'gloria', 'honor', 'alabanza', 'renombre', 'divinidad', 'como dios' y berht, 'brillante', resplandor', 'luz') es un nombre de pila masculino. Significa: 'Aquel cuya familia sea millonaria, tendrá fama brilla'. Después de haber sido introducido en Italia por los longobardos, fue adoptado por los normandos a través de los cuales llegó a los reinos de Francia e Inglaterra. Es uno de los nombres masculinos más comunes del mundo y la forma más común de este nombre en el mundo es la forma inglesa Robert.
Durante la Segunda Guerra Mundial, y durante un breve período de tiempo, Roberto fue usado por los italoestadounidenses simpatizantes del fascismo como acrónimo del Eje: Roma-Berlín-Tokio.

## Variantes
Hay muchas formas del nombre, según la fonética de las diferentes lenguas, algunas de las cuales se utilizan como apodos.
| - Alemán: Ruprecht - Árabe: روبيرت (Rubirtu) - Bretón: Roparz, Roperzh - Catalán:Robert - Escocés: Robert - Escocés gaélico: Raibeart - Eslovaco: Róbert - Esloveno: Roberto - Español: Roberto, Ruperto - Francés: Robert - Friulano: Robèrto - Gallego: Roberte - Galés: Robat, Rhobert - Griego: Ρόμπερτ (Róbert), Ροβέρτος (Rovértos) - Hebreo: רוברטו - Húngaro: Róbert | - Inglés: Robert, Rob, Robb, Robbie, Robby, Robin, Bob, Bobby, Rupert - Irlandés: Roibeárd - Italiano: Roberto, Ruperto, Roby, Robby, Robertino - Latín: Robertus, Rupertus - Leonés: Robertu - Letón: Roberts - Neerlandés: Robert, Robben - Portugués: Roberto, Ruperto - Polaco: Robert - Ruso: Роберт (Robert) - Sardo: Robertu - Serbio: Роберт (Robert) - Siciliano: Robbetto - Tailandés: โรเบิร์ต (Ro bær̒ to) |

## Formas femeninas
Roberta

 Bobbie

Robertine

Robertina

Ruprette/a (francés arcaico)

## Onomástico
Se celebra tradicionalmente el 7 de junio en honor de San Roberto, abad de Newminster.

## Santos y beatos
- San Roberto Belarmino (4 de octubre de 1542, Montepulciano - 17 de septiembre de 1621, Roma), obispo, cardenal y doctor de la Iglesia, miembro de la Compañía de Jesús, fue obispo de la diócesis de Capua. Beatificado en 1923 y canonizado en 1930 por Pío XI. Se conmemora el 17 de septiembre. Patrón de los canonistas.
- San Roberto de Chaise-Dieu (c. 1000, Paulhenc - 17 de abril de 1067, La Chaise-Dieu), abad, miembro de la Orden de San Benito, fundador de la Abadía de la Chaise-Dieu. Canonizado en 1351 por Clemente VI. Se conmemora el 17 de abril.
- San Roberto de Molesme (1029-1111, Molesme), abad, miembro de la Orden de San Benito y fundador de la Orden del Císter, de la Abadía de Molesme y de la Abadía de Cîteaux. Canonizado en 1220 por Honorio III. Se conmemora el 17 de abril.
- San Roberto de Newminster (Gargrave, Yorkshire - 7 de junio de 1159, Newminster, Northumberland), abad, miembro de la Orden del Císter y fundador de la Abadía de Fountains y de la Abadía de Newminster. No ha sido canonizado. Se conmemora el 7 de junio.
- San Roberto Southwell (Norfolk, 1561 - Tyburn, 20 de febrero de 1595), sacerdote, mártir y miembro de la Compañía de Jesús. Ejecutado por orden de Isabel I de Inglaterra. Beatificado en 1929 por Pío XI y canonizado en 1970 por Pablo VI. Se conmemora el 21 de febrero.
- Beato Roberto de Arbrisel (Arbrissel, 1047 - Orsan, 1117), fundador de la Orden de Fontevrault, de la Abadía de la Roë y de la Abadía de Fontevraud. No ha sido beatificado. Se conmemora el 25 de febrero.
- Beato Roberto Drury (Buckinghamshire, 1567 – Tyburn, 1607), sacerdote y mártir. Ejecutado por orden Jacobo I de Inglaterra. Beatificado en 1987 por Juan Pablo II. Se conmemora el 26 de febrero.
- Beato Roberto Middleton. Se conmemora el 3 de abril.
- Beato Roberto Salt. Se conmemora el 16 de junio.
- Beato Roberto Anderton. Se conmemora el 25 de abril.

## Personalidades históricas y celebridades

### Deportistas
| - Robertino Pietri, motociclista venezolano. - Roberto Abbondanzieri, futbolista argentino. - Roberto Acuña, futbolista paraguayo. - Roberto Alomar, beisbolista puertorriqueño. - Roberto Amadio, ciclista italiano. - Roberto Ayala, futbolista argentino. - Roberto Badiani, futbolista italiano. - Roberto Baggio, futbolista italiano. - Roberto Ballini, futbolista italiano. - Roberto Baronio, futbolista italiano. - Roberto Bettega, futbolista italiano. - Roberto Bolle, bailarín de ballet italiano. - Roberto Boninsegna, futbolista italiano. - Roberto Bosco, futbolista italiano. - Roberto Brunamonti, baloncestista italiano. - Roberto Cammarelle, boxeador italiano. - Roberto Carlos da Silva, futbolista brasileño. - Roberto Chiacig, baloncestista italiano. - Roberto Chiappa, ciclista italiano. | - Roberto Chiappara, futbolista italiano. - Roberto Clemente, beisbolista puertorriqueño. - Roberto Cosulich, ajedrecista italiano. - Roberto Cravero, futbolista italiano. - Roberto De Petri, futbolista italiano. - Roberto De Vicenzo, golfista argentino. - Roberto De Zerbi, futbolista italiano. - Roberto Di Donna, campeón olímpico de tiro con pistola italiano. - Roberto Donadoni, futbolista y entrenador italiano. - Roberto Durán, boxeador panameño. - Roberto Emílio da Cunha, futbolista brasileño. - Roberto Erlacher, esquiador alpino italiano italiano. - Roberto Galia, futbolista y entrenador italiano. - Roberto Gambassi, futbolista y representante brasileño. - Roberto Heras, ciclista español. - Roberto Lerici, futbolista y entrenador italiano. - Roberto Locatelli, motociclista italiano. - Roberto Maltagliati, futbolista italiano. | - Roberto Mancini, futbolista italiano. - Roberto Murgita, futbolista italiano. - Roberto Mussi, futbolista italiano. - Roberto Muzzi, futbolista italiano. - Roberto Paci, futbolista italiano. - Roberto Palacios, Tauro. - Roberto Petagine, beisbolista venezolano. - Roberto Policano, futbolista italiano. - Roberto Pruzzo, futbolista italiano. - Roberto Ripa, futbolista italiano. - Roberto Rolfo, motociclista italiano. - Roberto Rosetti, árbitro italiano de fútbol. - Roberto Rojas, futbolista chileno. - Roberto Sosa, futbolista argentino. - Roberto Valentini, escritor italiano. - Roberto Visentini, ciclista italiano. - Robert Manukyan, luchador armenio. |

### Políticos
| - Robert Fico, primer ministro de Eslovaquia. - Robert Hawke, ex primer ministro australiano. - Robert Mugabe, político y militar zimbabuense, ex primer ministry y presidente de Zimbabue, máximo líder de su país entre 1987 y 2017. - Robert Muldoon, ex primer ministro neozelandés. - Robert Schuman, uno de los fundadores de la Unión Europea. - Roberto Calderoli, político italiano. - Roberto Castelli, político italiano. - Roberto Cassinelli, abogado y político italiano. - Roberto Cota, político italiano. | - Roberto Formigoni, político italiano. - Roberto Fiore, político italiano. - Robert A. Lovett, Secretario de defensa de estados unidos, comandante de la guerra de Corea - Roberto Maroni, político italiano. - Roberto Nicco, diputado italiano. - Roberto Marcelino Ortíz, presidente de Argentina (1938-1942). - Robert McNamara, Secretario de defensa de estados unidos, comandante de la guerra de Vietnam - Roberto Ruffilli, político italiano. - Roberto d'Aubuisson, político salvadoreño, murió el 20 de febrero de 1992. |

### Actores, directores, escritores y dobladores
| - Roberto Accornero, actor, doblador y escritor. - Roberto Álamo, actor español. - Roberto Álvarez, actor español. - Roberto Benigni, actor, comediante y director italiano. - Roberto Bolaño, escritor chileno. - Robert Downey Jr., actor estadounidense. - Roberto F. Canuto, director y guionista español. - Robert Carlyle, actor escocés. - Roberto Citran, actor italiano. - Roberto José Jiménez Quero, escritor español. - Roberto Ciufoli, actor y comediante italiano. - Roberto Del Giudice, doblador italiano. - Robert De Niro, actor, director y productor de cine estadounidense. - Roberto Durán, actor, director y profesor de teatro argentino. | - Roberto Faenza, director y guionista italiano. - Roberto Farnesi, actor italiano. - Roberto Gómez Bolaños, comediante mexicano, (fall. 28 de noviembre de 2014). - Robert L. Stevenson, escritor escocés. - Roberto Lamarca, actor venezolano. - Roberto Malone, actor pornográfico italiano. - Roberto Messuti, actor venezolano. - Robert Pattinson, actor estadounidense. - Roberto Pedicini, actor y doblador italiano. - Robert Redford, actor estadounidense. - Roberto Rossellini, director italiano. - Robert Taylor, actor de cine estadounidense. - Roberto Villa, actor y doblador italiano. - Robert Zemeckis, director, productor y guionista estadounidense de cine |

### Reyes
| - Robert de Gloucester, hijo bastardo de Enrique I de Inglaterra. - Robert Dudley, primer conde de Leicester. - Roberto Guiscardo, rey normando. - Roberto I de Anjou-Sicilia, rey de Nápoles. - Roberto I de Francia. - Roberto II de Francia. | - Roberto I de Parma. - Roberto II de Normandía. - Roberto III de Artois. - Roberto I de Escocia. - Roberto II de Escocia. - Roberto III de Escocia. |

### Otras personalidades
| - Roberto Ago, abogado. - Roberto Angeli, sacerdote. - Roberto Bompiani, pintor. - Roberto Benavente, arquitecto museógrafo. - Roberto Calasso, escritor. - Roberto Calvi, banquero. - Roberto Capucci, diseñador. - Roberto Carletta, bailarín. - Roberto Cotroneo, escritor y periodista. | - Roberto Cavalli, diseñador fiorentino. - Roberto De Angelis, dibujante. - Roberto Galván, bailarín, coreógrafo y artista joyero argentino. - Roberto Herrera, bailarín. - Roberto Jouvenal, abogado y filósofo. - Roberto Leggio, periodista cinematográfico. - Roberto Longhi, historiador del arte. - Roberto Longhi, ingeniero aeronáutico. - Roberto Matta, pintor chileno. | - Roberto de Mattei, historiador. - Roberto Melli, pintor. - Roberto Olla, periodista y escritor. - Roberto Renzi, autor de historietas. - Roberto Roversi, escritor y poeta. - Roberto Saviano, escritor. - Roberto Vacca, ingeniero y escritor. - Roberto Verino, diseñador gallego. - Roberto Weil, caricaturista venezolano. |

### VarianteRobert
| - Robert Acquafresca, futbolista italiano. - Robert Adam, arquitecto y proyectista de internos escocés, uno de los mayores exponentes del neoclasicismo. - Robert Adler, inventor estadounidense, nacido en Austria, inventó el mando a distancia para televisores. - Robert Aldrich, director de cine estadounidense. - Robert Altman, director de cine estadounidense. - Robert Angot, poeta y escritor satírico francés. - Robert Aramayo, actor británico. - Robert Carmona-Borjas, abogado, académico y escritor venezolano. - Robert Darwin, naturalista británico. - Robert Kubica, piloto polaco. | - Robert Peary explorador estadounidense; presunto primer hombre en llegar al Polo Norte. - Robert Plant, cantante británico. - Robert Pattinson, actor británico. - Robert Redford, actor y director de cine estadounidense. - Robert Rey, cirujano plástico. - Robert Schumann, alemán, uno de los compositores más famosos de la época romántica. - Robert Serra, político venezolano. - Robert Vittek, futbolista eslovaco. - Robert Allen Zimmerman, más conocido como Bob Dylan |

### VarianteRoberta
| - Roberta Alexander, soprano estadounidense. - Roberta Amadei, cantante. - Roberta Anastase, política rumana. - Roberta Angelilli, política. - Roberta Beta, locutora de radio. - Roberta Bondar, astronauta canadiense. - Roberta Bonanno, cantante italiana. - Roberta Bosco, periodista italiana. - Roberta Brunet, atleta italiana. - Roberta Capua, presentadora de televisión. - Roberta Cardarelli, periodista. - Roberta Carreri, actriz de teatro. - Roberta Collins, actriz estadounidense. - Roberta D'Angelo, cantautora. - Roberta de Orleans, princesa española. - Roberta Faccani, cantante. - Roberta Felotti, nadadora. - Roberta Flack, cantante estadounidense. - Roberta Fiandino, deportista italiana. - Roberta Gambarini, cantante italiana. - Roberta Garzia, actriz. | - Roberta Gemma, actriz italiana. - Roberta Giarrusso, modelo y actriz. - Roberta Gilchrist, arqueóloga canadiense. - Roberta Giussani, deportista italiana. - Roberta Giusti, locutora y animadora de televisión. - Roberta Gomes Chacon, bióloga brasileña. - Roberta González, pintora francoespañola. - Roberta Greganti, actriz y dobladora. - Roberta Gregory, autora estadounidense de cómic. - Roberta Hartley, deportista británica. - Roberta Hill Whiteman, escritora iroquesa (EE. UU.). - Roberta Invernizzi, soprano y docente de música. - Roberta Joan Anderson, cantante y pintora estadounidense, conocida artísticamente como Joni Mitchell. - Roberta Lajous, diplomática mexicana. - Roberta Lanfranchi, presentadora de televisión. - Roberta Manfredi, actriz. - Roberta Mari, actriz italiana. - Roberta Márquez, bailarina brasileña de ballet. - Roberta Marrero, cantante y actriz española. | - Roberta Maxwell, actriz canadiense. - Roberta Meneghel, baloncestista. - Roberta Mogliotti, cantante y músico, conocida como Andrea Mirò. - Roberta Paladini, dobladora. - Roberta Parisella, deportista italiana. - Roberta Peters, soprano estadounidense. - Roberta Pinotti, política italiana. - Roberta S. Jacobson, diplomática estadounidense. - Roberta Sá, cantante brasileña. - Roberta Sklar, directora teatral y consultora estadounidense. - Roberta Smith, crítica estadounidense de arte. - Roberta Silva Bittencourt, deportista brasileña. - Roberta Urrea, psicóloga y entrenadora de hockey patines. - Roberta Vinci, deportista italiana. - Roberta Vangelisti, bióloga italiana. - Roberta Williams, diseñadora de videojuegos y escritora estadounidense. - Roberta Zucchinetti, deportista italiana. |